# 斯普林希爾鎮區 (阿肯色州亨普斯特德縣)
斯普林希爾鎮區（英語：Springhill Township）是位於美國阿肯色州亨普斯特德縣的一個行政鎮區。

## 地方資料
斯普林希爾鎮區的面積為169.80平方千米，當中陸地面積為165.77平方千米，而水域面積為4.03平方千米。根據2010年美國人口普查的數據，當地共有人口1520人，而人口密度為每平方千米8.95人。